# Прусіново (Лобезький повіт)
Прусіново (пол. Prusinowo, нім. Prütznow) — село в Польщі, у гміні Лобез Лобезького повіту Західнопоморського воєводства.
Населення — 168 осіб (2011).
У 1975-1998 роках село належало до Щецинського воєводства.

## Демографія
Демографічна структура станом на 31 березня 2011 року:
|          | Загалом | Допрацездатний вік | Працездатний вік | Постпрацездатний вік |
| -------- | ------- | ------------------ | ---------------- | -------------------- |
| Чоловіки | 81      | 22                 | 52               | 7                    |
| Жінки    | 87      | 16                 | 54               | 17                   |
| Разом    | 168     | 38                 | 106              | 24                   |